# Walter Ravenna
Walter Ravenna (1922-1985) fue un médico y político uruguayo que se desempeñó como ministro de Defensa Nacional durante la dictadura cívico-militar en Uruguay (1973-1985), entre los años 1973 y 1981.

## Biografía
Ravenna se graduó como médico en la Facultad de Medicina de la Universidad de la República, el 30 de octubre de 1950. Posteriormente, y durante la presidencia de Jorge Pacheco Areco, Ravenna fue designado para desempeñarse como Ministro de Salud Pública, cargo que desempeñó entre el 20 de junio de 1968 y el 1 de marzo de 1972. Luego sería Ministro del Interior, entre el 31 de octubre de 1972 y el 13 de febrero de 1973, pasando finalmente a desempeñarse como Ministro de Defensa Nacional, desde ese mismo día, el 13 de febrero de 1973, y bajo la presidencia de Juan María Bordaberry, sucediendo al General Antonio Francese en el cargo de Ministro de Defensa Nacional.
Dentro del contexto de los hechos de febrero de 1973, en los que el nombramiento del General Antonio Francese como Ministro de Defensa Nacional fuese rechazado por parte del Comandante en Jefe del Ejército Nacional, General César Martínez y, luego de su renuncia, el General José Verocay, junto al Comandante en Jefe de la Fuerza Aérea, Brigadier General José Pérez Caldas, Ravenna fue nombrado para dicho cargo por el presidente Juan María Bordaberry, con el beneplácito de las Fuerzas Armadas, y a cuya ceremonia acudieron varias autoridades militares, entre las que se encontró Gregorio Álvarez. 
Posteriormente, cuando el 27 de junio de 1973 Juan María Bordaberry oficializó el golpe de Estado en un decreto, además de su firma, el mismo también llevó las firmas de Ravenna y de Néstor Bolentini. En el mismo se decretó la disolución de las Cámaras de Senadores y Diputados, se anunció la creación de un Consejo de Estado en sustitución del Parlamento, y se prohibió atribuirle "propósitos dictatoriales" al nuevo régimen, facultándose a las Fuerzas Armadas y Policiales "adoptar las medidas necesarias para asegurar la prestación ininterrumpida de los servicios públicos esenciales". 
Ravenna permaneció en el cargo de Ministro de Defensa Nacional desde el 13 de febrero de 1973, hasta el 1 de septiembre de 1981. Durante su gestión se destaca la compra de ocho aeronaves de ataque al suelo Cessna A-37B Dragonfly para la Fuerza Aérea Uruguaya, que arribaron en el año 1976 y significó la mayor compra en materia de defensa durante todo el mandato Juan María Bordaberry. Posteriormente, en 1981, también fueron adquiridas para la Fuerza Aérea seis aeronaves de ataque al suelo y origen argentino FMA IA-58 Púcará, cinco aeronaves de transporte CASA C-212-200 Aviocar de origen español, y un avión a reacción ejecutivo Gates Learjet 35, de origen estadounidense, que se convirtió en la primera aeronave de transporte aéreo militar a reacción en la historia del país. 
Tras su pasaje por el Ministerio de Defensa Nacional y cuando finalmente culminó con su actuación pública y política como embajador uruguayo en Washington, en los Estados Unidos de América, Ravenna falleció poco después, en 1985.